# 7232 Nabokov
7232 Nabokov là một tiểu hành tinh vành đai chính được phát hiện ngày 20 tháng 10 năm 1985 bởi Antonín Mrkos ở Đài thiên văn Kleť ở České Budějovice, Cộng hòa Séc. Nó được đặt theo tên của nhà văn Vladimir Nabokov.